# Цукерман, Борис Моисеевич
Борис Моисеевич Цукерман (06.03.1920 — 21.03.2007) — советский врач-электрофизиолог, основоположник метода электроимпульсной терапии суправентрикулярных аритмий, лауреат Государственной премии СССР 1970 года.
Родился 06.03.1920 в городе Льгов Курской губернии, вырос в Москве.
В 1938 году поступил на биологический факультет МГУ им. М. В. Ломоносова. Во время Великой Отечественной войны служил в составе 8-й Гвардейской армии под командованием генерала Чуйкова. В августе 1943 года получил тяжелое ранение.
В 1947 году окончил МГУ по специальности «Физиология человека и животных».
В 1948—1994 гг. работал в физиологической лаборатории Института хирургии им. А. В. Вишневского АМН СССР в качестве младшего, а затем старшего научного сотрудника. В 1958 году защитил кандидатскую диссертацию «Дефибрилляция желудочков и предсердий в эксперименте», в 1971 году — докторскую диссертацию «Электроимпульсная терапия нарушений ритма сердца (экспериментальное и клинико-физиологическое исследование)».
В 1956 году совместно с Н. Л. Гурвичем опубликовал результаты исследования возможности прекращения фибрилляции предсердий электрическим воздействием на сердце. В экспериментальных исследованиях на животных авторы установили, что искусственно вызванную фибрилляцию предсердий можно прекращать импульсным разрядом дефибриллятора.
В 1957 году вместе с Л. Д. Крымским в эксперименте на животных установил, что импульсные разряды дефибриллятора напряжением до 6 кВ не вызывают серьёзных повреждений структур миокарда даже при многократном воздействии на сердце.
19 февраля 1959 г. по его инициативе в Институте хирургии им. А. В. Вишневского АМН СССР был впервые использован импульсный дефибриллятор ИД-1-ВЭИ для проведения электроимпульсной терапии хронической фибрилляции предсердий у больного с ревматическим митральным пороком сердца.
В 1995 году с женой уехал к дочери в США.
Умер 21 марта 2007 г. в г. Пало-Алто, Калифорния.
Лауреат Государственной премии СССР 1970 года — за предложение, разработку и внедрение в медицинскую практику ЭИТ аритмий сердца.
Сочинения:
- Вишневский А. А., Цукерман Б. М., Янушкевичус З. И. Инструкция по электроимпульсной терапии нарушений ритма сердца. М.: 1968. 26 с.
- Цукерман Б. М., Титомир Л. И. Выбор оптимальных размеров и расположения трансторакальных электродов дефибриллятора // Кардиология. 1968. № 4. С. 91-97.
- Цукерман Б. М., Богданов К. Ю. Распределение плотности тока дефибрилляции в грудной клетке и под электродами дефибриллятора // Кардиология. 1975. № 1. С. 49-55.
- Венин И. В., Гурвич Н. Л., Либерзон А. П., Табак В. Я., Цукерман Б. М., Шерман А. М. Дефибрилляторы ДИ-03 и ДКИ-01 // Новости медицинского приборостроения. 1973. Вып. 3. С. 48-53.